# Brahmina rugifrons
Brahmina rugifrons är en skalbaggsart som beskrevs av Moser 1918. Brahmina rugifrons ingår i släktet Brahmina och familjen Melolonthidae. Inga underarter finns listade.